# Total Club Manager 2003
Total Club Manager 2003 é um jogo eletrônico de futebol lançado em novembro de 2002, desenvolvido e publicado pela Electronic Arts.